# Bruno Balbis
Bruno Balbis (Roma, 3 aprile 1911 – Roma, 1979) è stato un bibliotecario italiano.

## Biografia
Laureato in Giurisprudenza all'Università "La Sapienza" di Roma, dopo aver conseguito il diploma di bibliotecario, presso la Scuola vaticana di biblioteconomia della Biblioteca Apostolica Vaticana ha abbandonato gli studi giuridici: a metà degli anni quaranta venne assunto in qualità di bibliotecario presso il Consiglio nazionale delle ricerche (CNR) e si è dedicato allo studio dei sistemi di organizzazione della documentazione del sapere scientifico. Negli anni cinquanta fu nominato responsabile del Servizio fotodocumentazione del Centro nazionale di documentazione scientifico tecnica del CNR; nel 1956 fu nominato direttore dello stesso Centro, incarico che resse fino al 1962. Nel 1966 passò al Servizio microfilm della Segreteria generale della Camera dei deputati.
Durante la sua carriera ha svolto attività didattica in università italiane e straniere (Brasile); ha fatto parte di, e talora presieduto, commissioni internazionali in ambito europeo. Ha collaborato a riviste specializzate, ha partecipato a convegni e congressi scientifici, ed è stato autore di numerosi scritti di documentazione e biblioteconomia speciale.

## Opere
- Aspetti del mondo librario italiano, Roma, Fratelli Palombi, 1948.
- L'attività della documentazione in Italia: sviluppo, organismi, bibliografia, Roma, Consiglio Nazionale delle ricerche. Centro Nazionale di documentazione scientifico tecnica, 1953.
- Centro nazionale di documentazione scientifico-tecnica. Il servizio fotoriproduzione documentaria, Roma, Consiglio Nazionale delle ricerche. Centro Nazionale di documentazione scientifico tecnica, 1954.
- Le origini della documentazione, Roma, Consiglio Nazionale delle ricerche., 1951.
- L'insegnamento professionale della documentazione in Italia, Roma, Consiglio Nazionale delle ricerche. Centro Nazionale di documentazione scientifico tecnica, 1951.
- Informazione tecnica in azienda, Roma, Comitato nazionale per la produttività, 1959.
- Il Centro nazionale di documentazione scientifica: finalità, struttura, funzionamento, Roma, Consiglio Nazionale delle ricerche, 1960.